# Orlando De Tommaso
Orlando De Tommaso (Oria, 16 febbraio 1897 – Roma, 9 settembre 1943) è stato un militare italiano, Capitano dell'Arma dei Carabinieri  insignito di medaglia d'oro al valor militare alla memoria.

## Biografia
Orlando Elia Barsanofio De Tommaso nacque a Oria, capoluogo di mandamento e sede vescovile, dove compì gli studi primari e si formò.
Nel 1907 la famiglia De Tommaso si trasferì nella vicina Taranto, dove il giovane Orlando frequentò il ginnasio-liceo "Archita" e al cui distretto militare nel 1916 si presentò volontariamente per arruolarsi. Ammesso alla Scuola Militare di Modena l'anno successivo, dopo il corso di aspirante ufficiale, fu nominato sottotenente prestando servizio nei momenti più difficili per l'Italia della Prima guerra mondiale. Nel 1918 fu promosso al grado di tenente, venendo congedato nel 1920.
Successivamente si arruolò nel Corpo della Regia guardia per la pubblica sicurezza; allo scioglimento di quest'ultima, venne incorporato nel febbraio 1923 nell'Arma dei Carabinieri, conservando il grado di Tenente.
Dopo un periodo al comando della Tenenza di Tagliacozzo, nel 1924 fu trasferito alla Legione Carabinieri di Roma e nel 1942 a quella di Milano. Insignito della Croce di Cavaliere dell'Ordine della Corona d'Italia nel 1936, l'anno successivo fu promosso Capitano e assegnato alla Legione Allievi di Roma.
Allo scoppio della Seconda guerra mondiale prestò servizio al Comando Superiore dell'Arma dei Carabinieri dello Stato Maggiore mobilitato, mentre nel 1941 gli fu assegnato il comando della 4a compagnia del II Battaglione della Legione Allievi Carabinieri di Roma.
Il 9 settembre 1943, giorno seguente all'Armistizio di Cassibile, alla testa della sua Compagnia di giovani Allievi Carabinieri fu impiegato come rinforzo ai Granatieri di Sardegna nelle delicate operazioni di difesa di Roma, presso il Ponte della Magliana. Mise in atto un coraggioso tentativo di riconquistare il caposaldo n. 5, precedentemente occupato nell'avanzata dal Battaglione di Paracadutisti tedeschi. Al fine di spronare i giovani Allievi alla conquista delle ultime decine di metri che li dividevano dal Caposaldo nemico, balzò in piedi sulla strada falcidiata dalle mitragliatrici gridando "Avanti! Viva l'Italia!". Ferito a morte da una raffica di mitragliatrice, la sua eroica azione galvanizzò i suoi Carabinieri che impetuosamente riconquistarono il Caposaldo, liberando i militari italiani catturati in precedenza. Per il suo eroico comportamento fu insignito della Medaglia d'oro al valor militare alla memoria.

## Riconoscimenti
Nel suo ricordo è stata intitolata la caserma della Legione Allievi Carabinieri, in via Carlo Alberto Dalla Chiesa a Roma  ed una via della città di Roma .